# Taylor Momsen
Taylor Michel Momsen (født 26. juli 1993) er en amerikansk skuespiller, musiker og model, som blandt andet har medvirket i "Gossip Girl" som Jenny Humphrey, i "Grinchen - Julen er stjålet" som Cindy Lou Who og som frontfigur for rockbandet The Pretty Reckless. 

## Filmografi
| År    | Titel                                 | Rolle            |
| ----- | ------------------------------------- | ---------------- |
| 1999  | The Prophet's Game                    | Honey Bee Swan   |
| 2000  | Grinchen - Julen er stjålet           | Cindy Lou Who    |
| 2002  | We Were Soldiers                      | Julie Moore      |
| 2002  | Hansel & Gretel                       | Gretel           |
| 2002  | Spy Kids 2: The Island of Lost Dreams | Alexandra        |
| 2006  | Saving Shiloh                         | Samantha Wallace |
| 2007  | Paranoid Park                         | Jennifer.        |
| 2007  | Underdog                              | Molly            |
| 2007- | Gossip Girl                           | Jenny Humphrey   |
| 2008  | Spy School                            | Madison Kramer   |